# Eficacitate
Articolul face mai multe referiri, în diverse domenii, la eficacitate.

## Gospodărire (Management)
Eficacitatea în afaceri este determinată de lucruri esențiale care pot fi și trebuie să fie deprinse de către un bun manager, cum ar fi: 
organizarea timpului,
concentrarea asupra contribuției la activitatea organizației ,
identificarea momentului și modului de valorificare a punctelor forte pentru obținerea unui efect maxim ,
stabilirea priorităților adecvate ,
combinarea tuturor acestor elemente cu un proces decizional eficace.

## Farmaceutică

Relația doză efect
E=efect
C=doză
E_{max}=efect maxim
DE_{50}=doză la care apare un efect de 50% din E_{max}

Eficacitatea constituie unul dintre parametrii definitorii al acțiunii farmacodinamice, de obicei se întrebuințează termenul de eficacitate maximă.

## Eficacitatea maximă
Eficacitatea maximă este capacitatea unei substanțe medicamentoase de a avea activitate biologică cu un anumit efect maxim posibil. Se exprimă prin efectul maxim E max.
Eficacitatea maxima este dependentă de :
- proprietățile substanței farmacocinetice și farmacodinamice (mai ales de numărul de receptori pe care substanța respectivă îi activează.
- organism

Eficacitatea maxima nu poate fi atinsă de toate medicamentele, deoarece la unele substanțe medicamentoase este posibilă apariția efectelor adverse la dozele eficace. Eficacitatea substanțelor ce actioneaza asupra aceluiași tip de receptor, duce la împărțirea medicamentelor în:
- agoniști (totali sau parțiali)
- antagoniști (totali sau parțiali)

## Luminozitate (fizică)
Eficacitatea luminoasă a unei surse de lumină este raportul dintre fluxul luminos emis și puterea consumată de sursă.
Unitatea de măsură a eficacității luminoase este lumenul pe watt (lm/w), definit ca eficacitatea luminoasă a unei surse care emite un flux luminos de un lumen, pentru o putere consumată de un watt.